# Passada-Nogueres
La Passada-Nogueres és un jaciment prehistòric de l'Alt penedès del municipi de Sant Quintí de Mediona (l'Alt Penedès), inclòs a l'Inventari del Patrimoni Arqueològic i Paleontològic de Catalunya.
Ha estat identificat com un taller o centre de producció i explotació de sílex.
La seva cronologia abraça el Paleolític Inferior Arcaic (-600.000 a -120.000), el Paleolític Inferior Mitjà-Indiferenciat (-120.000 a -50.000) i el Paleolític mitjà (-90.000 a -33.000). El jaciment és en una zona de conreus al nord del camí que uneix la granja de La Passada amb La Noguera, amb un substrat geològic que està format per antigues terrasses del Riudebitlles o Mediona. Les primeres prospeccions de les quals es té registre són de l'any 1979-1980 a càrrec d'Antoni Freixas, membre de la Secció d'Arqueologia del Museu de Vilafranca del Penedès. Aquest jaciment és un dels que Freixas va identificar a la zona juntament amb uns altres cinc, Turó de la Noguera, jaciment arqueològic del Turó, la Bòria-la Passada i les Barquies, tots ells amb restes d'indústria lítica en superfície. Segons els estudis de la indústria lítica en sílex recollida, aquesta pertany al mosterià amb peces més arcaiques de possible filiació de la fi del Paleolític inferior.